# Stade Francis-Le Basser
Das Stade Francis-Le Basser ist ein Fußballstadion der französischen Stadt Laval im Département Mayenne, Region Pays de la Loire. Der Fußballclub Stade Laval trägt hier seine Heimspiele aus.

## Geschichte
Im Gründungsjahr des Vereins 1902 spielte man auf dem Champ de Croix (deutsch Kreuzfeld). In den 1930er Jahren baute man eine Spielstätte mit dem Namen Stade Jean Yvinec, benannt zu Ehren eines jungen Spielers des Vereins, der mit 26 Jahren verstorben war. 1971 bekam das Stadion dann seinen jetzigen Namen nach dem damaligen Bürgermeister von Laval Francis Le Basser. Die Kapazität steigerte sich 1978 von 11.000 auf 20.000 Plätze. Heute hat das Stadion 11.107 Plätze, davon 10.107 Sitzplätze. Die Flutlichtanlage hat 972 Lux. 600 Parkplätze stehen auf dem naheliegenden Messegelände zur Verfügung. Der Zuschauerrekord wurde am 24. August 1979 aufgestellt. Zum Spiel Stade Laval gegen AS Saint-Étienne (2:3) kamen 20.849 Zuschauer.
In der Saison 2001/02 fanden einige Umbauten statt, um den Bestimmungen des französischen Ligaverbandes Ligue de Football Professionnel zu entsprechen. Die Leichtathletikanlage wurde entfernt und eine neue Nordtribüne gebaut. 2007 wurden die vier alten Kartenschalter durch neun neue Verkaufsstände ersetzt.